# 3.er Comando de Grupo de la Luftwaffe
El 3.er Comando de Grupo de la Luftwaffe (Luftwaffen-Gruppen-Kommando. 3) fue una unidad de la Luftwaffe de la Alemania nazi.

## Historia
Fue formado el 4 de febrero de 1938 en Múnich, a partir del 5° Comando del Distrito Aéreo. El 1 de febrero de 1939 es reasignado a la 3.ª Flota Aérea.

## Comandantes
- Coronel General Hugo Sperrle – (4 de febrero de 1938 – 1 de febrero de 1939)

### Jefes de Estado Mayor
- Mayor general Maximilian Ritter von Pohl – (4 de febrero de 1938 – 1 de febrero de 1939)

## Orden de Batalla
Controlando las siguientes unidades
- 4.ª División Aérea en München – (1 de agosto de 1938 – 1 de febrero de 1939)
- 5.º Comando Superior Aéreo en München – (4 de febrero de 1938 – 31 de julio de 1938)
- 5.º Comando Superior Antiaéreo en München – (4 de febrero de 1938 – 30 de junio de 1938)
- V Comando Administrativo Aéreo en Stuttgart – (4 de febrero de 1938 – 1 de julio de 1938 )
- VII Comando Administrativo Aéreo en München – (4 de febrero de 1938 – 1 de febrero de 1939)
- XII Comando Administrativo Aéreo en Giessen/Wiesbaden – (4 de febrero de 1938 – 1 de febrero de 1939)
- XIII Comando Administrativo Aéreo en Nürnberg – (4 de febrero de 1938 – 1 de febrero de 1939)
- V Comando de Escuela de Vuelo y Batallón de Reemplazo
- 5.º Grupo Aéreo de Mantención
- 15.º Regimiento Aéreo de Comunicaciones en München – (4 de febrero de 1938 – 1 de julio de 1938)